# Croce Verde APM
La Croce Verde A.P.M. (Assistenza Pubblica Milanese) è un'associazione ONLUS senza fini di lucro, nata a Milano nel 1899. Non ha carattere né politico né religioso ed è puramente umanitaria. Opera nel settore della pubblica assistenza a Milano e hinterland.
Oltre 400 volontari e 26 dipendenti, si mettono a disposizione offrendo un'assistenza di primo soccorso e altri servizi medici per i cittadini, previa un'adeguata preparazione tecnica e sostenendo un esame di certificazione con il 118.
L'associazione, con un'esperienza centenaria, presenta inoltre un nucleo di Protezione Civile, pronto a intervenire in caso di calamità offrendo soccorso sanitario anche in zone a rischio sismico.

## Storia
La nascita dell'Associazione, avvenuta nel 1899, è legata ad un interessante aneddoto: durante l'inverno di quell'anno un gruppo di persone improvvisò, con strumenti alquanto rudimentali, una lettiga per poter soccorrere e trasportare d'urgenza in ospedale due uomini feriti gravemente a causa di una lite. Da quest'evento, 19 giovani presero spunto per creare la prima associazione di soccorso su strada a Milano, sotto il nome di Assistenza Pubblica Milanese, con sede in una bottega di riso messa a disposizione da un benefattore, in Via Rosmini 5. All'incirca nello stesso periodo, un gruppo d'immigrati toscani fondò a Milano la Società Volontaria di Soccorso Croce Verde con sede in Via S. Antonio 18. Negli anni della guerra mondiale e successivi, le due associazioni fornirono un contributo sostanzioso, specie nelle varie calamità che nel frattempo si susseguirono come il Terremoto di Messina del 1908, a seguito del quale ricevette la prima medaglia di bronzo al valore civile. Il 1916 rappresentò una data fondamentale: la Società Volontaria di Soccorso Croce Verde e la Assistenza Pubblica Milanese, caratterizzate da statuti che fissavano principi inderogabili quali la gratuità del soccorso, l'apoliticità, la laicità e l'apertura ad ogni ceto sociale, si riunirono per formare la Croce Verde APM.
Iniziano tuttavia anni difficili, in seguito all'obbligo, sancito da un decreto ministeriale del 1930, di cedere in toto corpo e beni alla Croce Rossa Italiana. Fu necessario aspettare la fine della seconda guerra mondiale perché un gruppo di vecchi militi rifondasse l'Associazione. L'avvio richiese un grosso sforzo ai volontari, i quali furono costretti all'autotassazione per raccogliere i fondi. La sede venne fissata in Piazza S. Sepolcro. Grazie ai contributi dei benefattori però, la Croce Verde APM riuscì ben presto ad acquistare le prime autolettighe, trasferire la sede nella locazione attuale, fra Via S. Vincenzo e S. Calocero, e a costituire nel 1975 una sede a Corsico.

## Le attività
Le attività svolte sono:
- 118 - Emergenza Sanitaria
- Manifestazioni
- Servizi privati
- Trasporti a lunga percorrenza nazionali e internazionali
- Corsi ad aziende e privati di primo soccorso
- Protezione Civile

## I principi fondamentali e finalità
Articolo 2 dello Statuto: “I propri principi ispiratori sono quelli del movimento del volontariato organizzato nella Associazione Nazionale Pubbliche Assistenze alla quale aderisce, nonché quelli previsti dalla Legge 11/8/1991 n. 266, ed eventuali successive modifiche e integrazioni.”
Articolo 3: “La Pubblica Assistenza CROCE VERDE A.P.M. è aconfessionale e apartitica, fonda la propria struttura associativa sui principi della democrazia e non persegue alcun fine di lucro.”
I fini sono:
- aggregare i cittadini sui problemi della vita civile, sociale e culturale;
- ricercare il soddisfacimento dei bisogni collettivi ed individuali attraverso i valori della solidarietà;
- contribuire all'affermazione dei principi della solidarietà nei progetti di sviluppo civile e sociale della solidarietà;
- contribuire all'affermazione dei principi della mutualità;
- favorire lo sviluppo della collettività attraverso la partecipazione attiva dei suoi soci;
- collaborare, anche attraverso l'esperienza gestionale, alla formazione, crescita umana e culturale dei singoli e della collettività;
- favorire e/o collaborare a forme partecipative di intervento socio sanitario, sull'ambiente, sull'handicap e ad altre iniziative dirette anche alla messa in atto di sperimentazioni innovatrici;
- collaborare con enti pubblici e privati e con altre analoghe Associazioni di volontariato per il perseguimento dei fini e degli obiettivi previsti dal presente Statuto.

## I dipendenti
Sono tutti ex volontari del soccorso, che hanno scelto questo impegno come loro professione; la formazione è la medesima dei volontari.
I dipendenti vengono inquadrati nel CCNL ANPAS, e attualmente tutelati da alcuni sindacati; in Italia non esiste però ancora una categoria professionale che identifichi al meglio il loro ruolo.

## Onorificenze
- 1908, Terremoto di Messina del 1908
- 13 Aprile 1926, Per i moti del 2, 3, 4 agosto 1922[1]